# Boldklubben Dalgas
Boldklubben Dalgas var en dansk fodboldklub på Frederiksberg, som eksisterede i perioden 1922-2000.
Klubben blev stiftet den 22. juli 1922 og ophørte med at eksistere den 7. september 2000, hvor den indgik en fusion med B 1972 og Frederiksberg Kammeraternes IF under dannelse af Frederiksberg Alliancen 2000.
Klubbens bedste ligaplacering gennem tiden var en 11.-plads i 3. division øst i sæsonen 1973. Det bedste resultat i Landspokalturneringen opnåede klubben i sæsonen 1962-63, hvor den spillede sig frem til ottededelsfinalen og tabte 0-1 til 1. divisionsholdet KB. Men klubbens mest bemærkelsesværdige kamp i pokalturneringen blev spillet i 1971-72, hvor dommeren måtte afbryde den forlængede spilletid i lokalopgøret i 2. runde mellem Dalgas og Vanløse IF, da et kraftigt tordenvejr pludselig umuliggjorde en fortsættelse af spillet. På det tidspunkt førte Vanløse IF 1-0 med blot otte minutter tilbage at spille. Kampen blev senere spillet helt om og vundet 3-2 af Vanløse IF – efter forlænget spilletid.